# Start Volley Arzano 2005-2006
Questa voce raccoglie le informazioni riguardanti lo Start Volley Arzano nelle competizioni ufficiali della stagione 2005-2006.

## Stagione
La stagione 2005-06 è per lo Start Volley Arzano, sponsorizzata dall'Original Marines, la prima in Serie A1: la società ha ottenuto il diritto di partecipazione al massimo campionato italiano dopo aver vinto i play-off promozione della Serie A2 2004-05; rispetto alla squadra autrice della promozione vengono confermati alcuni elementi come Annamaria Quaranta, Elisa Cella e Marianna Iadarola, mentre tra gli acquisti quello di Maurizia Cacciatori, Ingrid Šišković e Nancy Meendering, sostituita poi a campionato in corso da Aleksandra Sorokina. In panchina viene confermato Antonio Piscopo, esonerato poi a metà campionato per gli scarsi risultati e ingaggiata Simonetta Avalle.
Il girone di andata del campionato è segnato esclusivamente da sconfitte: l'unica vittoria arriva alla sesta giornata, per 3-0, contro l'Airone; la prima parte del torneo si conclude quindi con il penultimo posto in classifica. Anche nell'avvio del girone di ritorno la situazione non cambia con cinque sconfitte consecutive: poi tre vittorie di fila sembrano rilanciare il club di Arzano ad una probabile salvezza, ma le ultime tre gare vengono perse, condannando la squadra alla retrocessione.
L'avventura in Coppa Italia, alla quale prendono parte tutte le squadre che disputano la Serie A1 2005-06, vede partecipare lo Start Arzano Volley esclusivamente agli ottavi di finale, in quanto viene eliminata dal Chieri Volley, dopo aver perso sia la gara di andata che quella di ritorno.

## Organigramma societario
Area direttiva
- Presidente: Vincenzo Russiello

Area tecnica
- Allenatore: Antonio Piscopo (fino al 12 dicembre 2005), Simonetta Avalle (dal 14 dicembre 2005)
- Allenatore in seconda: Massimo Amabili (fino al 12 dicembre 2005), Riziero Laurenza (dal 14 dicembre 2005)

Area sanitaria
- Medico: Rosario Silvestro
- Preparatore atletico: Mario Petruzzo
- Fisioterapista: Mario Aurino

## Rosa
| N° | Nome                | Ruolo | Data di nascita  | Nazionalità sportiva |
| -- | ------------------- | ----- | ---------------- | -------------------- |
| 2  | Annamaria Quaranta  | S/O   | 19 ottobre 1981  | Italia               |
| 3  | Marianna Iadarola   | L     | 10 dicembre 1975 | Italia               |
| 4  | Liesbeth Mouha      | C     | 7 gennaio 1983   | Belgio               |
| 5  | Paola Picerno       | P     | 5 settembre 1976 | Italia               |
| 6  | Ingrid Šišković     | S     | 6 giugno 1980    | Croazia              |
| 7  | Maurizia Cacciatori | P     | 6 aprile 1973    | Italia               |
| 8  | Aleksandra Ranković | C     | 8 luglio 1980    | Serbia e Montenegro  |
| 10 | Beatrice Sacco      | L     | 7 giugno 1983    | Italia               |
| 11 | Aleksandra Sorokina | S/O   | 1º ottobre 1976  | Russia               |
| 12 | Nancy Meendering    | S/O   | 18 novembre 1978 | Stati Uniti          |
| 13 | Elisha Thomas       | C     | 20 luglio 1981   | Stati Uniti          |
| 14 | Elisa Cella         | S     | 4 giugno 1982    | Italia               |

## Mercato
| Acquisti | Acquisti            | Acquisti           | Acquisti   |
| R.       | Nome                | da                 | Modalità   |
| -------- | ------------------- | ------------------ | ---------- |
| P        | Maurizia Cacciatori | Tenerife           | definitivo |
| S/O      | Nancy Meendering    | Indias de Mayagüez | definitivo |
| C        | Liesbeth Mouha      | Vicenza            | definitivo |
| P        | Paola Picerno       | ?                  | definitivo |
| C        | Aleksandra Ranković | ?                  | definitivo |
| L        | Beatrice Sacco      | Sacrata            | definitivo |
| S        | Ingrid Šišković     | Spes Matera        | definitivo |
| S/O      | Aleksandra Sorokina | Voléro Zurigo      | definitivo |
| C        | Elisha Thomas       | Hisamitsu Springs  | definitivo |

| Cessioni | Cessioni             | Cessioni       | Cessioni   |
| R.       | Nome                 | a              | Modalità   |
| -------- | -------------------- | -------------- | ---------- |
| S        | Valentina Aprea      | ?              | definitivo |
| C        | Elisabeth Bachman    | -              | ritirata   |
| S        | Lorena Coppola       | ?              | definitivo |
| P        | Elena Drozina        | River          | definitivo |
| S        | Veronica Grimaldi    | ?              | definitivo |
| S        | Adriana Marčeková    | ?              | definitivo |
| S/O      | Nancy Meendering     | Eczacıbaşı     | definitivo |
| C        | Liesbeth Mouha       | ?              | definitivo |
| S        | Margarita Okrachkova | Sacrata        | definitivo |
| C        | Giusy Rolla          | ?              | definitivo |
| P        | Maria Tenza          | ?              | definitivo |
| S        | Gabriella Vico       | Star Falconara | definitivo |

## Risultati

### Serie A1

#### Girone di andata
| 1ª giornata - 9 ottobre 2005 PalaDalLago, Novara                  | Asystel           | 3 - 0 | Arzano             | 25-15, 25-17, 25-16        |
| 2ª giornata - 12 ottobre 2005 PalaCasoria, Casoria                | Arzano            | 1 - 3 | Bergamo            | 26-24, 19-25, 22-25, 23-25 |
| 3ª giornata - 16 ottobre 2005 PalaEvangelisti, Perugia            | Sirio Perugia     | 3 - 0 | Arzano             | 25-15, 25-22, 25-19        |
| 4ª giornata - 30 ottobre 2005 PalaCasoria, Casoria                | Arzano            | 1 - 3 | Giannino Pieralisi | 25-23, 19-25, 15-25, 15-25 |
| 5ª giornata - 6 novembre 2005 PalaDionigi, Sant'Angelo in Lizzola | Robursport Pesaro | 3 - 0 | Arzano             | 27-25, 25-16, 25-16        |
| 6ª giornata - 27 novembre 2005 PalaCasoria, Casoria               | Arzano            | 3 - 0 | Airone             | 25-19, 25-23, 25-16        |
| 7ª giornata - 4 dicembre 2005 PalaArcella, Padova                 | Club Padova       | 3 - 0 | Arzano             | 25-17, 25-19, 33-31        |
| 8ª giornata - 11 dicembre 2005 PalaGalassi, Forlì                 | Forlì             | 3 - 1 | Arzano             | 25-22, 25-21, 22-25, 25-12 |
| 9ª giornata - 17 dicembre 2005 PalaCasoria, Casoria               | Arzano            | 1 - 3 | Vicenza            | 17-25, 25-22, 21-25, 16-25 |
| 10ª giornata - 8 gennaio 2006 PalaCooper, Santeramo in Colle      | Santeramo         | 3 - 1 | Arzano             | 25-19, 23-25, 25-21, 25-23 |
| 11ª giornata - 15 gennaio 2006 PalaCasoria, Casoria               | Arzano            | 0 - 3 | Chieri             | 19-25, 26-28, 21-25        |

#### Girone di ritorno
| 12ª giornata - 22 gennaio 2006 PalaCasoria, Casoria              | Arzano             | 0 - 3 | Asystel           | 18-25, 23-25, 18-25               |
| 13ª giornata - 25 gennaio 2006 PalaNorda, Bergamo                | Bergamo            | 3 - 0 | Arzano            | 25-18, 25-21, 25-20               |
| 14ª giornata - 29 gennaio 2006 PalaCasoria, Casoria              | Arzano             | 0 - 3 | Sirio Perugia     | 15-25, 20-25, 21-25               |
| 15ª giornata - 5 febbraio 2006 PalaTriccoli, Jesi                | Giannino Pieralisi | 3 - 0 | Arzano            | 28-26, 25-15, 25-20               |
| 16ª giornata - 18 febbraio 2006 PalaCasoria, Casoria             | Arzano             | 0 - 3 | Robursport Pesaro | 17-25, 18-25, 17-25               |
| 17ª giornata - 26 febbraio 2006 PalaITC, Tortolì                 | Airone             | 0 - 3 | Arzano            | 17-25, 23-25, 11-25               |
| 18ª giornata - 5 marzo 2006 PalaCasoria, Casoria                 | Arzano             | 3 - 2 | Club Padova       | 23-25, 25-21, 27-25, 23-25, 15-13 |
| 19ª giornata - 12 marzo 2006 PalaCasoria, Casoria                | Arzano             | 3 - 0 | Forlì             | 25-21, 25-19, 25-15               |
| 20ª giornata - 19 marzo 2006 Palasport Città di Vicenza, Vicenza | Vicenza            | 3 - 0 | Arzano            | 25-15, 25-13, 25-23               |
| 21ª giornata - 26 marzo 2006 PalaCasoria, Casoria                | Arzano             | 2 - 3 | Santeramo         | 39-41, 25-17, 18-25, 25-21, 14-16 |
| 22ª giornata - 2 aprile 2006 PalaMaddalene, Chieri               | Chieri             | 3 - 0 | Arzano            | 25-18, 25-20, 30-28               |

### Coppa Italia

#### Fase a eliminazione diretta
| Ottavi di finale (andata) - 2 novembre 2005 PalaCasoria, Casoria   | Arzano | 1 - 3 | Chieri | 15-25, 20-25, 26-24, 18-25 |
| Ottavi di finale (ritorno) - 9 dicembre 2005 PalaMaddalene, Chieri | Chieri | 3 - 0 | Arzano | 25-20, 25-18, 25-20        |

## Statistiche

### Statistiche di squadra
| Competizione | Punti | In casa | In casa | In casa | In trasferta | In trasferta | In trasferta | Totale | Totale | Totale |
| Competizione | Punti | G       | V       | P       | G            | V            | P            | G      | V      | P      |
| ------------ | ----- | ------- | ------- | ------- | ------------ | ------------ | ------------ | ------ | ------ | ------ |
| Serie A1     | 12    | 11      | 3       | 8       | 11           | 1            | 10           | 22     | 18     | 4      |
| Coppa Italia | -     | 1       | 0       | 1       | 1            | 0            | 1            | 2      | 0      | 2      |
| Totale       | -     | 12      | 3       | 9       | 12           | 1            | 11           | 24     | 18     | 6      |

G = partite giocate; V = partite vinte; P = partite perse

### Statistiche dei giocatori
| Giocatore     | Serie A1 | Serie A1 | Serie A1 | Serie A1 | Serie A1 | Coppa Italia | Coppa Italia | Coppa Italia | Coppa Italia | Coppa Italia | Totale | Totale | Totale | Totale | Totale |
| Giocatore     | P        | PT       | AV       | MV       | BV       | P            | PT           | AV           | MV           | BV           | P      | PT     | AV     | MV     | BV     |
| ------------- | -------- | -------- | -------- | -------- | -------- | ------------ | ------------ | ------------ | ------------ | ------------ | ------ | ------ | ------ | ------ | ------ |
| M. Cacciatori | 22       | 21       | 7        | 8        | 6        | 2            | 2            | 1            | 1            | 0            | 24     | 23     | 8      | 9      | 6      |
| E. Cella      | 22       | 286      | 242      | 22       | 22       | 2            | 26           | 23           | 3            | 0            | 24     | 312    | 265    | 25     | 22     |
| M. Iadarola   | 20       | -        | -        | -        | -        | 2            | -            | -            | -            | -            | 22     | -      | -      | -      | -      |
| N. Meendering | 9        | 123      | 99       | 23       | 1        | 1            | 16           | 15           | 1            | 0            | 10     | 139    | 114    | 24     | 1      |
| L. Mouha      | 8        | 44       | 28       | 12       | 4        | 2            | 12           | 10           | 2            | 0            | 10     | 56     | 38     | 14     | 4      |
| P. Picerno    | 15       | 4        | 2        | 0        | 2        | 2            | 0            | 0            | 0            | 0            | 17     | 4      | 2      | 0      | 2      |
| A. Quaranta   | 22       | 251      | 226      | 14       | 11       | 2            | 26           | 23           | 3            | 0            | 24     | 277    | 249    | 17     | 11     |
| A. Ranković   | 20       | 87       | 57       | 25       | 5        | 2            | 5            | 3            | 2            | 0            | 22     | 92     | 60     | 27     | 5      |
| B. Sacco      | 21       | -        | -        | -        | -        | 2            | -            | -            | -            | -            | 23     | -      | -      | -      | -      |
| I. Šišković   | 18       | 105      | 90       | 14       | 1        | 2            | 5            | 5            | 0            | 0            | 20     | 110    | 95     | 14     | 1      |
| A. Sorokina   | 8        | 33       | 27       | 5        | 1        | -            | -            | -            | -            | -            | 8      | 33     | 27     | 5      | 1      |
| E. Thomas     | 22       | 203      | 145      | 52       | 6        | 1            | 5            | 4            | 1            | 0            | 23     | 208    | 149    | 53     | 6      |

P = presenze; PT = punti totali; AV = attacchi vincenti; MV = muri vincenti; BV = battute vincenti